# رودي دوتشكه

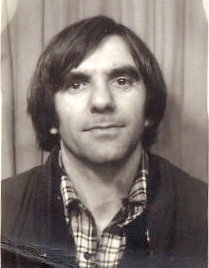
رودي دوتشكه

رودي دوتشكه (بالألمانية Rudi Dutschke) ـ (شونفيلت، ألمانيا، 7 مارس 1940 ـ آرهوس، الدنمرك 24 ديسمبر 1979) كان ناشطاً يسارياً ألمانياً ولد في عام 1940 في شونفيلت قرب مدينة برلين، وعاش وتعلم في ألمانيا الشرقية حتى حصل على الشهادة الثانوية، ولكنه مُنع من دخول الجامعة في ألمانيا الشرقية لرفضه الانضمام للجيش هناك وتحريضه العديد من رفاقه على ذلك أيضًا، ففر إلى الشطر الغربي من برلين في أغسطس 1961 (قبل يوم واحد من إنشاء سور برلين) ودرس علم الاجتماع في جامعة برلين الحرة.
تعرض لمحاولة اغتيال في 11 أبريل 1968، عندما أطلق عليه يوسف باخمان رصاصة أصابته في رأسه وتسببت في إصابته بنوبات صرع ظل يعاني منها حتى آخر يوم في عمره، حيث مات غرقًا في آرهوس بالدنمرك في 24 ديسمبر 1979 عندما فاجأته نوبة الصرع وهو في حوض الاستحمام.

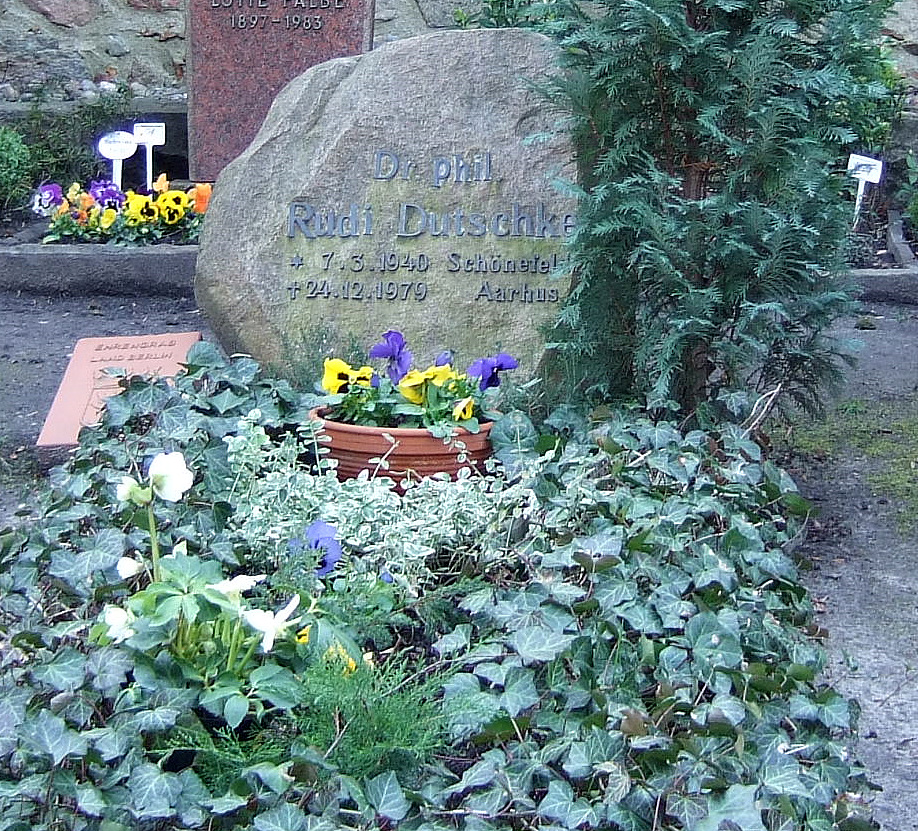
قبر رودي دوتشكه في برلين

ألهم دوتشكه بحياته وبأفكارة الكثير من الشباب في ألمانيا وساهم في الكثير من الاحتجاجات والمظاهرات التي كانت تدين الغرب الرأسمالي والشرق الشيوعي الدكتاتوري وكان ملهما لحركة الطلاب في العام 1968 وأحد ممثليها الرئيسيين. كان متزوجا من أمريكية كانت تدرس اللاهوت في ألمانيا ولهما 3 أطفال. قبره موجود في برلين.

## روابط خارجية
- رودي دوتشكه على موقع IMDb (الإنجليزية)
- رودي دوتشكه على موقع مونزينجر (الألمانية)
- رودي دوتشكه على موقع ميوزك برينز (الإنجليزية)
- رودي دوتشكه على موقع ديسكوغز (الإنجليزية)
- رودي دوتشكه على موقع كينوبويسك (الروسية)